# BIBFRAME
BIBFRAME (Bibliographic Framework) és un model de dades de descripció bibliogràfica.
BIBFRAME es va dissenyar per substituir els formats MARC i per a aplicar els principis de les dades enllaçades per poder fer més útils les dades bibliogràfiques tant en l'entorn bibliotecari com fora d'ell.

## Història
Els formats MARC, que són els formats de codificació i comunicació precedents i als quals BIBFRAME ha de substituir, foren desenvolupats per Henriette Avram a la Library of Congress durant els anys seixanta. Als anys setanta ja eren una norma de difusió de les dades bibliogràfiques àmpliament aplicada als Estats Units d'Amèrica, i van començar a ser també un estàndard internacional.
L'any 2002 Roy Tennant, bibliotecari especialitzat en tecnologies per a biblioteques, museus i arxius, sostenia en el seu article "MARC Must Die" que els formats MARC estaven obsolets i que la seva aplicació quedava restringida a l'àmbit bibliotecari, i el seu disseny estava pensat per a ser un format de visualització i no d'emmagatzematge. El 2008 en un informe de la Library of Congress s'indicava que el format MARC “estava basat en tècniques de gestió de dades de feia quaranta anys i quedava fora dels estils de programació d'avui en dia.
El 2012, la Biblioteca del Congrés anuncià el seu contracte amb Zepheira, una companyia de gestió de dades, per a desenvolupar una alternativa als formats MARC basada en dades enllaçades. El mateix any la biblioteca anuncià un nou model anomenat MARC Resources (MARCR). El novembre va enllestir un esborrany molt més complet amb el nom de BIBFRAME.

## Disseny

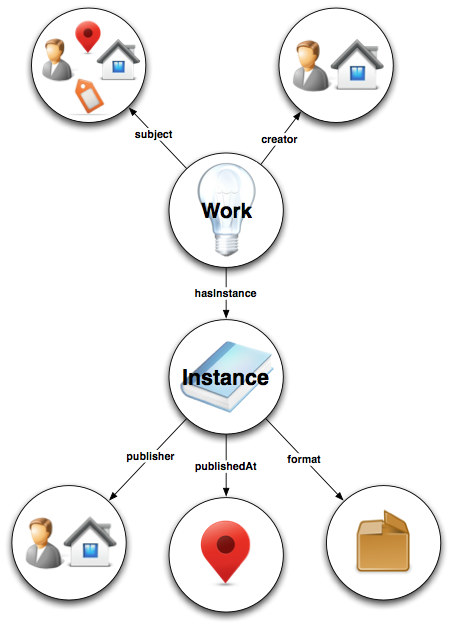
A diagram illustrating the basics of the Library of Congress's BIBFRAME model.

BIBFRAME s'expressa en RDF. El model se centra en quatre classes principals: Obres de creació, Instàncies, Autoritats i Anotacions. Mentre que l'entitat obra de creació de BIBFRAME és pràcticament anàloga a l'entitat obra del model Requisits funcionals dels registres bibliogràfics (FRBR), l'entitat instància de BIBFRAME és una fusió de les entitats expressió i manifestació dels FRBR. Això representa un trencament aparent amb FRBR i amb el codi catalogràfic RDA (Resource Description and Access), que es basa en FRBR. Tanmateix, el model original BIBFRAME sosté que el nou model “pot reflectir les relacions de FRBR en termes de gràfics més que no com a relacions jeràrquiques, després d'aplicar una tècnica reduccionista." Com que tots dos models poden ser expressats en RDF, la interoperabilitat entre els dos models és tècnicament possible.
Les entitats d'autoritat de BIBFRAME aborden el tema del control d'autoritats. Les autoritats de BIBFRAME representen un nivell d'abstracció lleuger; serveixen de pont entre les obres o les instàncies i els registres d'autoritat tradicionals usats per les biblioteques i no són una substitució d'aquests registres tradicionals.
Les anotacions serveixen per a un nombre variat de qüestions en el model BIBFRAME. Un dels usos més valuosos d'aquestes entitats és el de representar les dades dels fons a nivell d'ítem. Les anotacions dels fons de BIBFRAME poden expressar per una banda quina biblioteca disposa de l'ítem, i per altra comprovar el seu estatus, i el seu topogràfic i localització, a més d'altres dades específiques de l'ítem. Les anotacions també poden ser usades per proporcionar informació addicional sobre l'obra o la instància, com ara el disseny de les cobertes, ressenyes, i informacions generades a partir dels usuaris.

## Formats específics
Mentre que el model BIBFRAME actualment inclou una entitat per a les publicacions en sèrie, hi ha encara un nombre de qüestions que cal abordar abans que el model pugui ser usat per a la catalogació de publicacions en sèrie.
El 2014 es va fer un estudi molt positiu sobre la idoneïtat del BIBFRAME per a recursos d'àudio i de vídeo. Tanmateix, l'informe també mostrava certa preocupació sobre el nivell superior de l'entitat Obra, que és inadequat per poder ser model de certs recursos d'àudio.

## Implementacions
- Tutt Library (Colorado College) ha creat diverses aplicacions experimentals usant BIBFRAME.[13]
- Nou grans biblioteques i els seus projectes basats en el nou model.[14]

## Iniciatives relacionades
- FRBR, FRBRoo[Enllaç no actiu], FRAD[Enllaç no actiu], i FRSAD[Enllaç no actiu] estan disponibles en format RDF gràcies a Gordon Dunsire en l' Open Metadata Registry.
- El projecte Schema Bib Extend, un grup de la comunitat patrocinat pel W3C ha treballat en Schema.org per fer-lo idoni per a la descripció bibliogràfica.[15]